# Llista de topònims de Rocafort de Queralt
Llista de topònims (noms propis de lloc) del municipi de Rocafort de Queralt, a la Conca de Barberà
Informació actualitzada per un bot. Els canvis manuals es perdran quan s'actualitzi!

## cabana
| imatge | Nom                     | Ubicat a            | instància de | Detalls | coordenades                                                         | Protecció | Commons (més fotos) | Dades a WD                    |
| ------ | ----------------------- | ------------------- | ------------ | ------- | ------------------------------------------------------------------- | --------- | ------------------- | ----------------------------- |
|        | Pallissa Vella del Llor | Rocafort de Queralt | cabana       |         | 41° 28′ 43″ N, 1° 16′ 29″ E / 41.4785558134912°N,1.27483799856902°E |           |                     | Modifica les dades a Wikidata |
|        | pallissa del Pintor     | Rocafort de Queralt | cabana       |         | 41° 28′ 32″ N, 1° 16′ 19″ E / 41.4756373534723°N,1.2718255434962°E  |           |                     | Modifica les dades a Wikidata |

## edifici
| imatge | Nom                                      | Ubicat a            | instància de | Detalls                                                                          | coordenades | Protecció                                            | Commons (més fotos)                      | Dades a WD                    |
| ------ | ---------------------------------------- | ------------------- | ------------ | -------------------------------------------------------------------------------- | --- | ---------------------------------------------------- | ---------------------------------------- | ----------------------------- |
|        | Arc de Cal Joan Fuster                   | Rocafort de Queralt | edifici      | Estil: arquitectura popular                                                      | 41° 28′ 43″ N, 1° 16′ 50″ E / 41.47857°N,1.28064°E                                                                                        | bé integrant del patrimoni cultural català           |                                          | Modifica les dades a Wikidata |
|        | Celler Cooperatiu de Rocafort de Queralt | Rocafort de Queralt | edifici      | Arquitecte: Cèsar Martinell i Brunet Estil: arquitectura modernista 19th century | 41° 28′ 32″ N, 1° 16′ 54″ E / 41.4755°N,1.28157°E 41° 28′ 31″ N, 1° 16′ 54″ E / 41.475384°N,1.281548°E ca:Avinguda Catalunya, 37 554 msnm | bé d'interès cultural bé cultural d'interès nacional | Celler Cooperatiu de Rocafort de Queralt | Modifica les dades a Wikidata |

## font
| imatge | Nom              | Ubicat a            | instància de | Detalls | coordenades                                                         | Protecció | Commons (més fotos) | Dades a WD                    |
| ------ | ---------------- | ------------------- | ------------ | ------- | ------------------------------------------------------------------- | --------- | ------------------- | ----------------------------- |
|        | font de la Joana | Rocafort de Queralt | font         |         | 41° 29′ 08″ N, 1° 16′ 09″ E / 41.485487472737°N,1.2692055727563°E   |           |                     | Modifica les dades a Wikidata |
|        | font del Carles  | Rocafort de Queralt | font         |         | 41° 29′ 21″ N, 1° 17′ 11″ E / 41.4892832665485°N,1.28629252967623°E |           |                     | Modifica les dades a Wikidata |

## serra
| imatge | Nom                | Ubicat a            | instància de | Detalls | coordenades                                              | Protecció | Commons (més fotos) | Dades a WD                    |
| ------ | ------------------ | ------------------- | ------------ | ------- | -------------------------------------------------------- | --------- | ------------------- | ----------------------------- |
|        | Els Terrallers     | Rocafort de Queralt | serra        |         | 41° 29′ 17″ N, 1° 17′ 22″ E / 41.488°N,1.28948°E         |           |                     | Modifica les dades a Wikidata |
|        | Serra d'en Calderó | Rocafort de Queralt | serra        |         | 41° 28′ 52″ N, 1° 15′ 31″ E / 41.48115556°N,1.25849444°E |           |                     | Modifica les dades a Wikidata |

## Misc
| imatge | Nom                                    | Ubicat a            | instància de                                   | Detalls                     | coordenades                                                                             | Protecció                                            | Commons (més fotos)                       | Dades a WD                    |
| ------ | -------------------------------------- | ------------------- | ---------------------------------------------- | --------------------------- | --------------------------------------------------------------------------------------- | ---------------------------------------------------- | ----------------------------------------- | ----------------------------- |
|        | Can Bonet Vell                         | Rocafort de Queralt | casa                                           | Estil: arquitectura popular | 41° 28′ 41″ N, 1° 16′ 50″ E / 41.477981°N,1.280672°E                                    | bé integrant del patrimoni cultural català           |                                           | Modifica les dades a Wikidata |
|        | Casa de la vila de Rocafort de Queralt | Rocafort de Queralt | casa consistorial                              | Estil: noucentisme          | 41° 28′ 39″ N, 1° 16′ 51″ E / 41.4775°N,1.28076°E                                       | bé cultural d'interès local                          | Ajuntament de Rocafort de Queralt         | Modifica les dades a Wikidata |
|        | Castell de Rocafort                    | Rocafort de Queralt | castell                                        | Estil: arquitectura popular | 41° 28′ 44″ N, 1° 16′ 54″ E / 41.47891111°N,1.28155278°E ca:Carrer del Castell 575 msnm | bé d'interès cultural bé cultural d'interès nacional | Castell de Rocafort de Queralt            | Modifica les dades a Wikidata |
|        | Portal d'en Bonet                      | Rocafort de Queralt | porta de ciutat                                | Estil: arquitectura popular | 41° 28′ 45″ N, 1° 16′ 54″ E / 41.47916°N,1.28162°E                                      | bé integrant del patrimoni cultural català           | Antic clos murallat (Rocafort de Queralt) | Modifica les dades a Wikidata |
|        | Rocafort de Queralt                    | Rocafort de Queralt | entitat singular de població capital municipal | 246 hab                     | 41° 28′ 40″ N, 1° 16′ 55″ E / 41.47773705°N,1.28185235°E 563 msnm                       |                                                      |                                           | Modifica les dades a Wikidata |
|        | Sant Salvador de Rocafort              | Rocafort de Queralt | església                                       | Estil: barroc               | 41° 28′ 40″ N, 1° 16′ 53″ E / 41.4777°N,1.28148°E                                       | bé cultural d'interès local                          | Sant Salvador de Rocafort                 | Modifica les dades a Wikidata |
|        | Torrefaves                             | Rocafort de Queralt | muntanya                                       |                             | 41° 29′ 03″ N, 1° 15′ 50″ E / 41.48412139°N,1.26388889°E 686.7 msnm                     |                                                      |                                           | Modifica les dades a Wikidata |
|        | creu de terme de Rocafort de Queralt   | Rocafort de Queralt | creu de terme                                  |                             | 41° 28′ 40″ N, 1° 17′ 07″ E / 41.477706264854895°N,1.2853812378712337°E                 |                                                      | Creu de terme de Rocafort de Queralt      | Modifica les dades a Wikidata |